# Trichiocercus sparshalli
Trichiocercus sparshalli är en fjärilsart som beskrevs av Curtis. Trichiocercus sparshalli ingår i släktet Trichiocercus och familjen tandspinnare. Inga underarter finns listade i Catalogue of Life.

## Bildgalleri

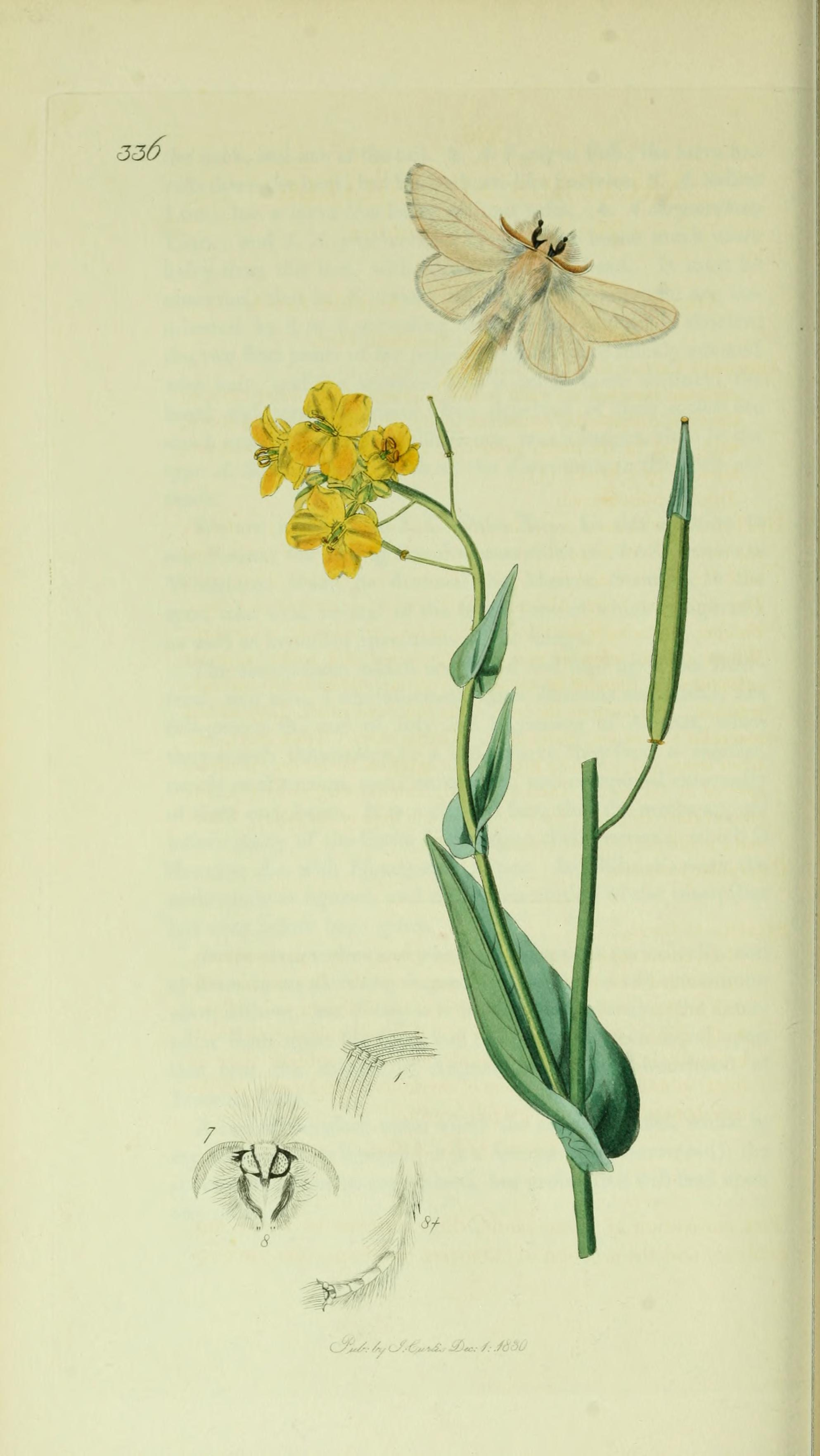